# Шаальвим
Шаальви́м (ивр. שַׁעַלְבִים‎) — религиозный кибуц в центральной части Израиля, один из двух, связанных с Поалей Агудат Исраэль (другим является Хафец-Хаим). Расположен недалеко от города Модиин-Маккабим-Реут. Административно кибуц относится к региональному совету «Гезер». В 2020 году население кибуца составляло 1 928 человека.

## История
В 18-м и 19-м веках территория Шаальвим принадлежала Нахии (подрайону) Лода, который охватывал территорию от современного города Модиин-Маккабим-Реут на юге до современного города Эльад на севере, а также от предгорий на востоке, через долину Лод до окраин Яффы на западе. Этот район был домом для тысяч жителей примерно в 20 деревнях, которые имели в своем распоряжении десятки тысяч гектаров первоклассных сельскохозяйственных угодий.
Кибуц был основан 13 августа 1951 года группой Нахаль из движения Эзра. Он был назван в честь места в Танахе, упомянутого в книге Иисуса Навина. Судьи и короли, вероятно, находились здесь. Холм между кибуцем и Ноф-Аялоном широко известен как Тель-Шаальвим. До Шестидневной войны он был объектом многочисленных нападений с Западного берега из-за своей близости к «Зеленой линии». Согласно документу, захваченному у Иорданского арабского легиона, легион планировал напасть на деревню и уничтожить всех её жителей.
В 1961 году в Шаальвим была основана иешива «Ешиват Шаальвим», которая позже стала крупным региональным религиозным учебным заведением.

## Галерея

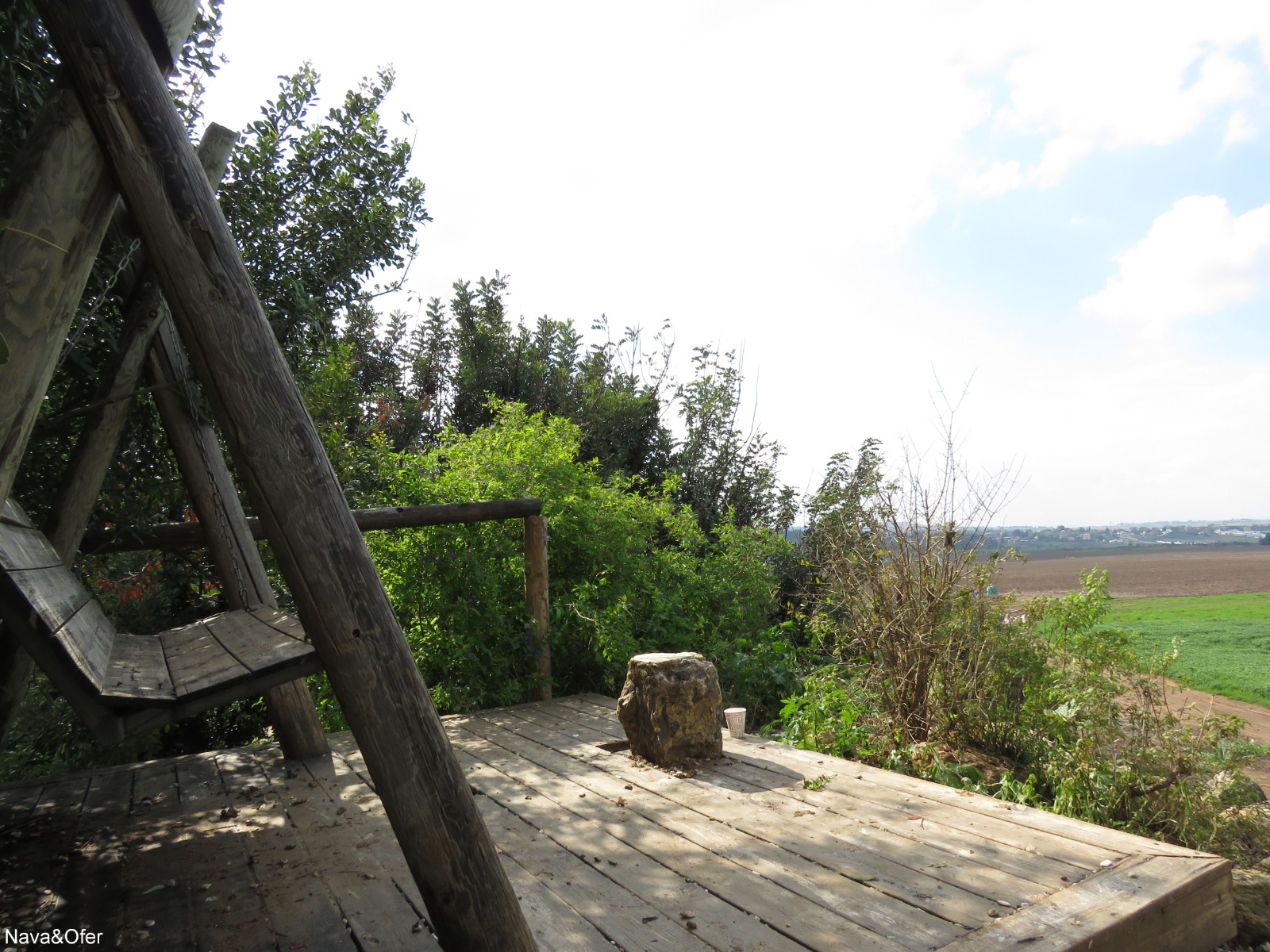
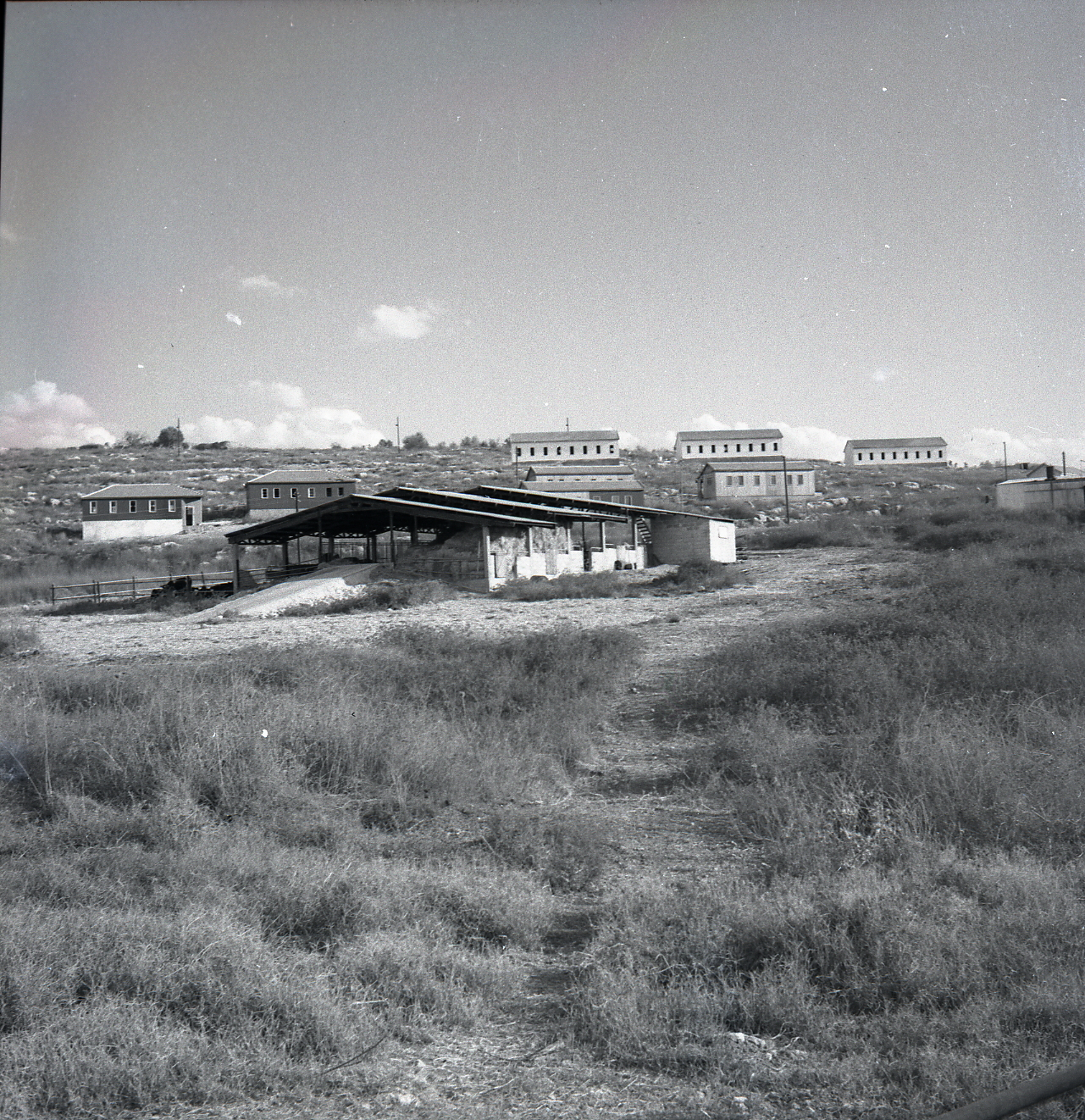
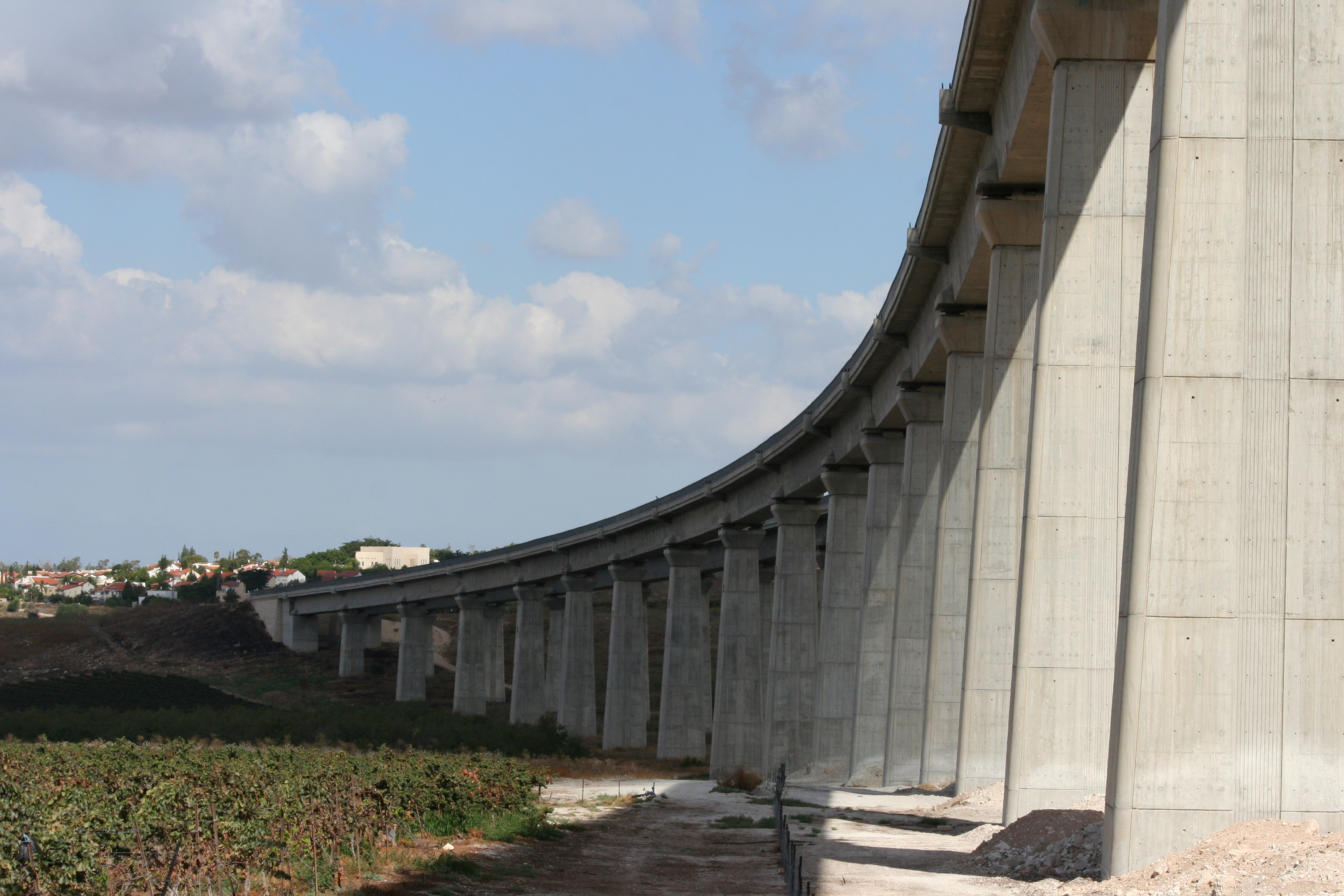
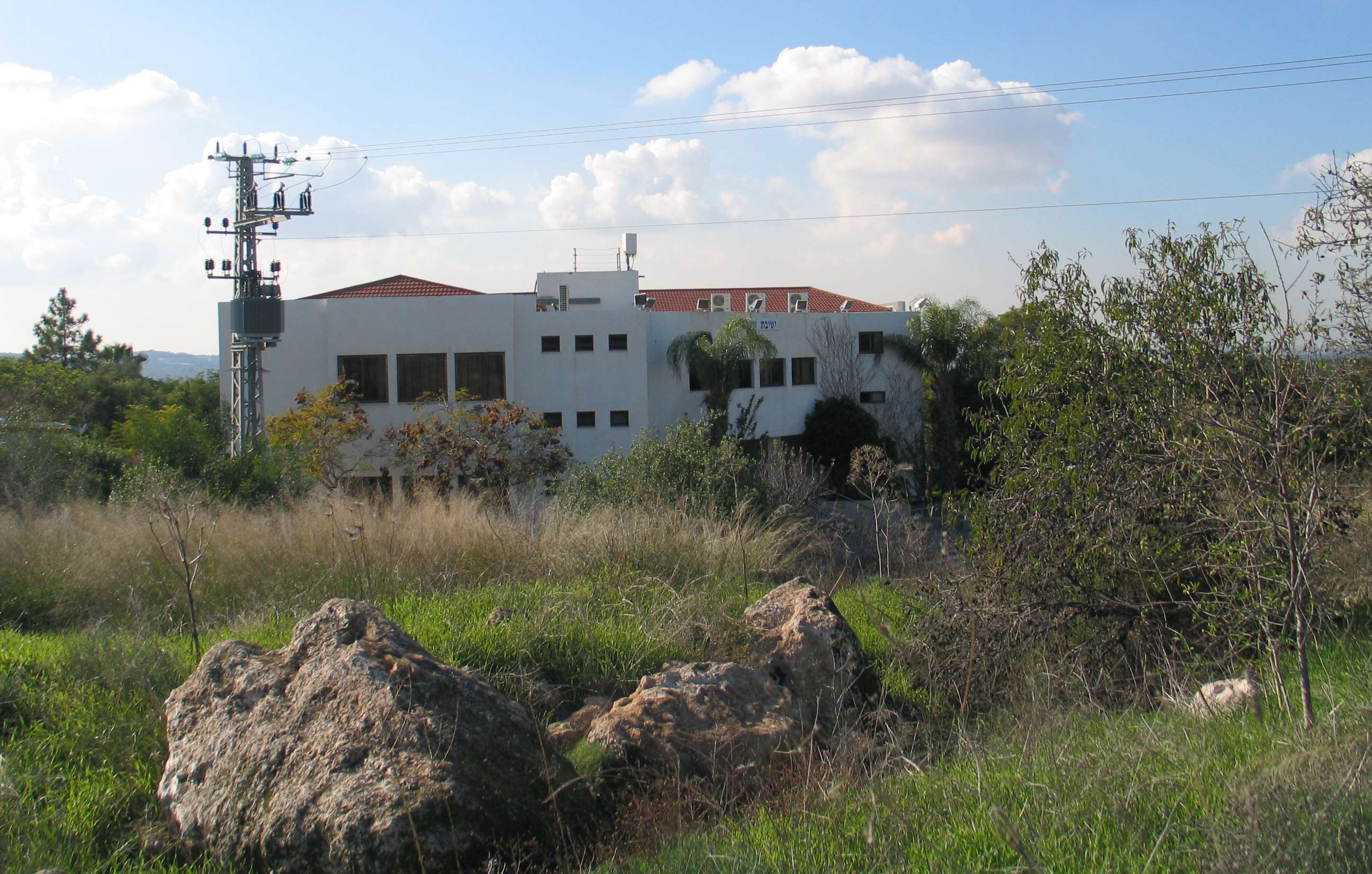
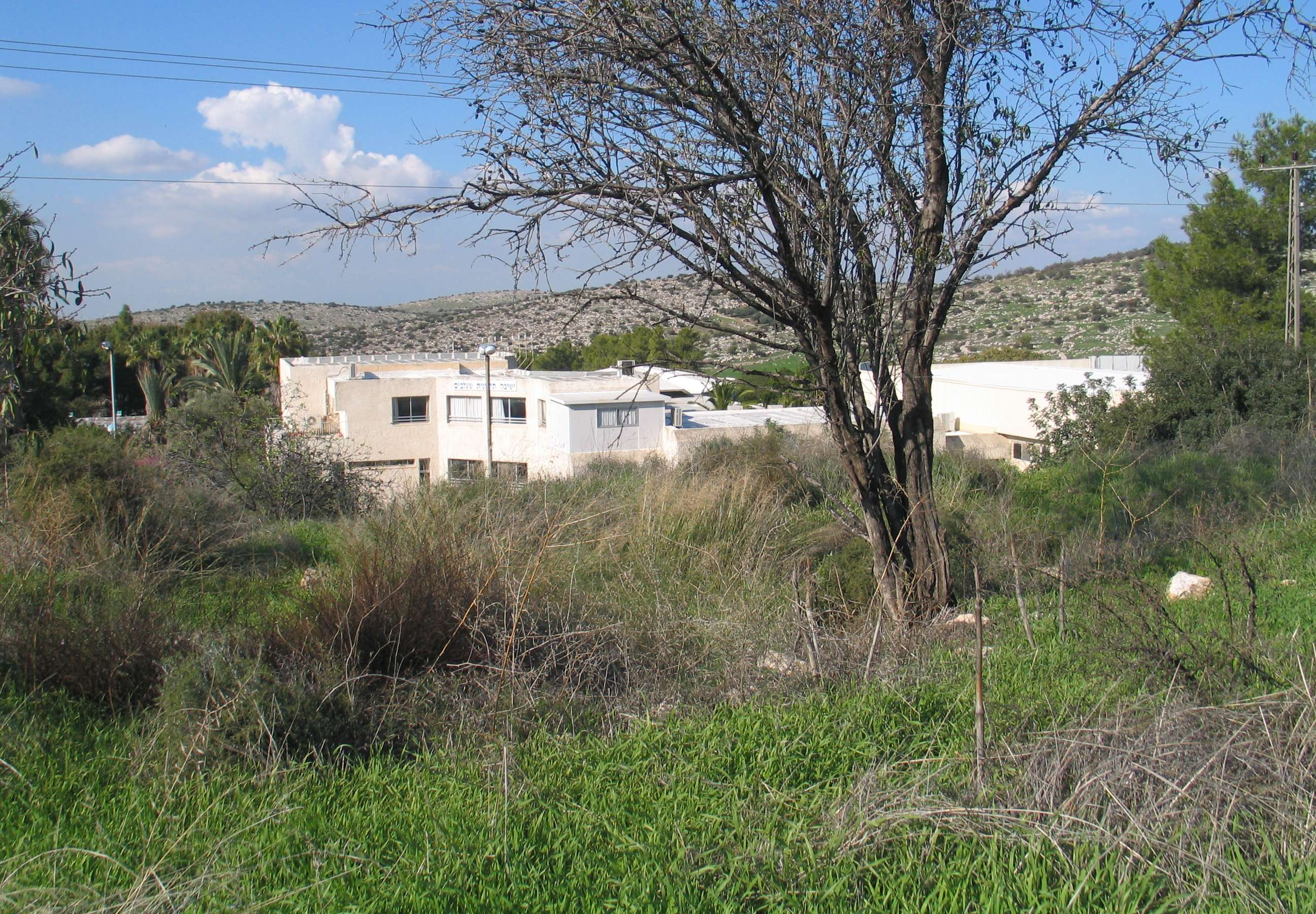
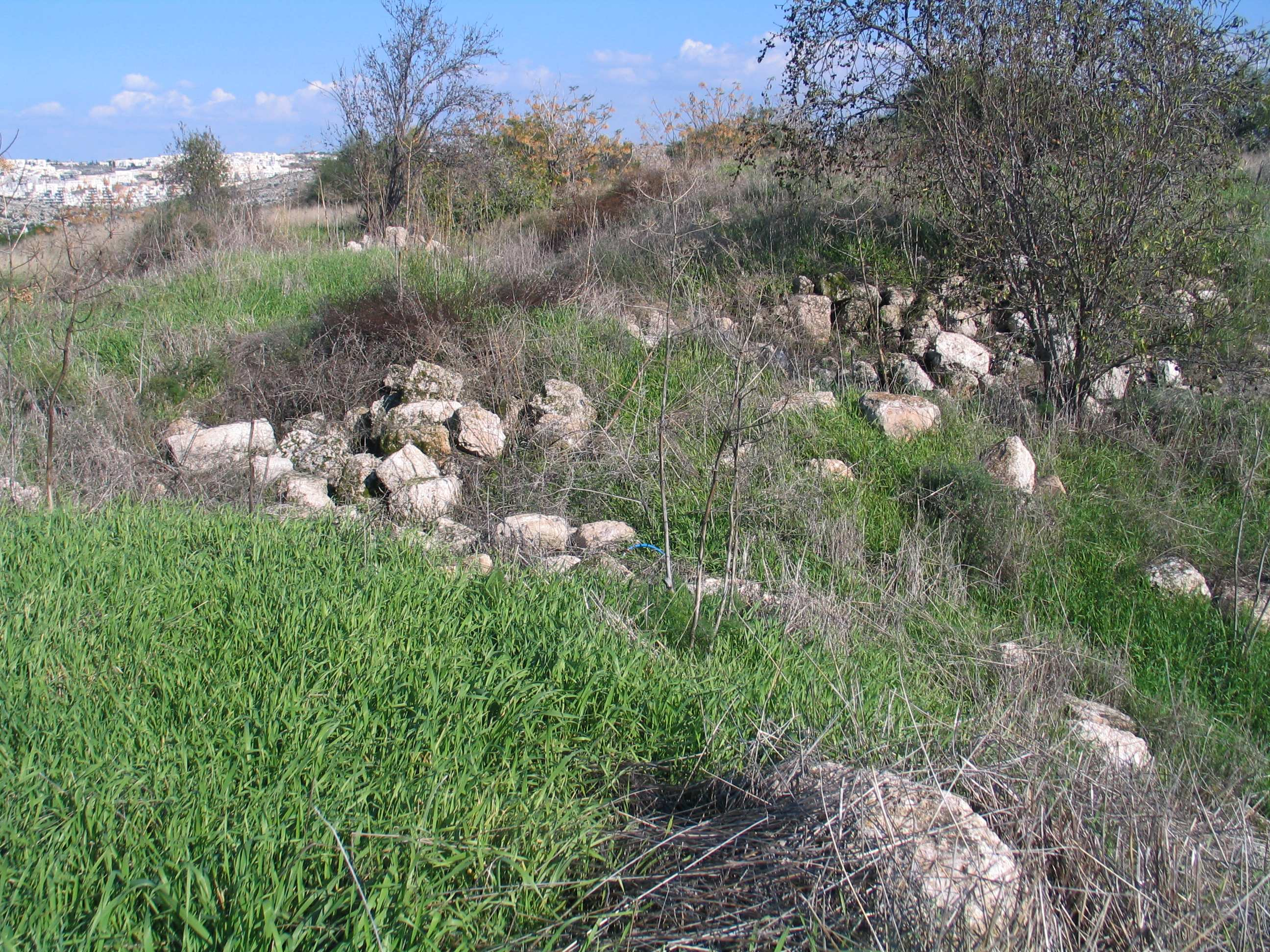
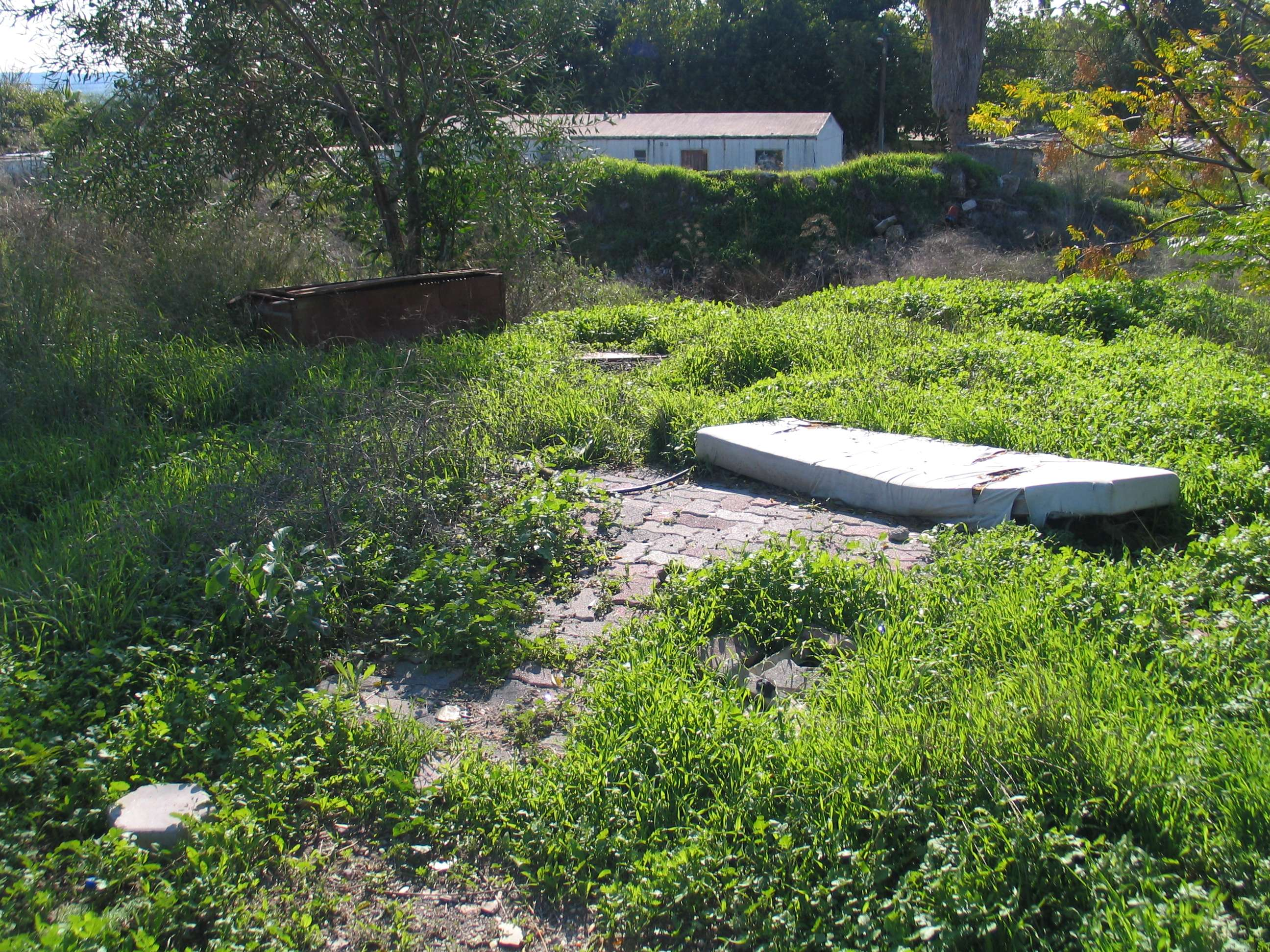
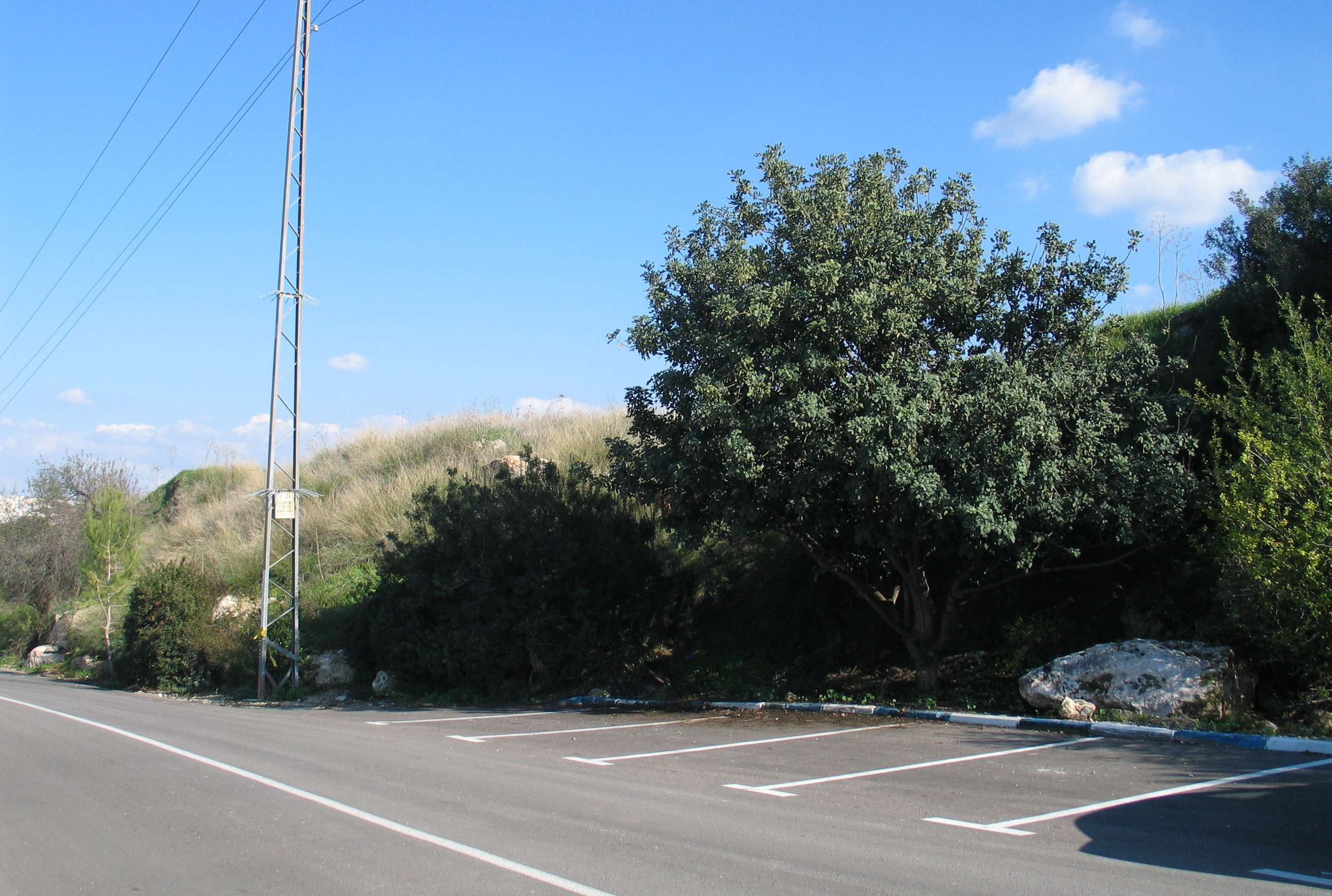

## Население
По данным Центрального статистического бюро Израиля, население на начало 2020 года составляло 1 928 человек.